# Ga Gyulhyeon
Ga Gyulhyeon là ga đường sắt trên Tuyến 1 của Tàu điện ngầm Incheon.

## Bố trí ga
| Gyeyang ↑ |
| \| N/B    |
| ↓ Bakchon |

| Hướng Bắc | ● Incheon tuyến 1 | ← Hướng đi Gyeyang                             |
| Hướng Nam | ● Incheon tuyến 1 | → Hướng đi Công viên lễ hội ánh trăng Songdo → |

## Vùng lân cận
- Lối thoát 1: Trường trung học Gyeyang, kho ga Gyulhyeon.

## Phát triển
Vùng Gyulhyeon là rừng cây xanh không có sự phát triển. Tuy nhiên, 182 pyeong của vùng này lên kế hoạch phát triển thành "thành phố mới." Uỷ ban kế hoạch thành phố Incheon cho phép tạo thành những vùng nhỏ của thành phố vào năm 2010.

## Hành khách
| Ga                            | Số lượt | Số lượt | Số lượt | Số lượt |
| Ga                            | 2003    | 2004    | 2005    | 2006    |
| ----------------------------- | ------- | ------- | ------- | ------- |
| Tàu điện ngầm Incheon tuyến 1 | 1397    | 1608    | 2175    | 2021    |